# Liste der Monuments historiques in Claye-Souilly
Die Liste der Monuments historiques in Claye-Souilly führt die Monuments historiques in der französischen Gemeinde Claye-Souilly auf.

## Liste der Objekte
| Bezeichnung | Beschreibung          | Standort                        | Kennzeichnung | Schutzstatus | Datum | Bild |
| ----------- | --------------------- | ------------------------------- | ------------- | ------------ | ----- | ---- |
| Kanzel      | Holz, 18. Jahrhundert | in der Kirche St-Étienne (Lage) | PM77000397    | Classé       | 1972  |      |